# Cargolia dardania
Cargolia dardania là một loài bướm đêm trong họ Geometridae.